# Dragons d'une aube de printemps
 (mai 2017).
Si vous disposez d'ouvrages ou d'articles de référence ou si vous connaissez des sites web de qualité traitant du thème abordé ici, merci de compléter l'article en donnant les références utiles à sa vérifiabilité et en les liant à la section « Notes et références ».
Dragons d'une aube de printemps est le troisième livre de la série des Chroniques de lancedragon écrit par Tracy Hickman et Margaret Weis et paru en 1985. Il continue les événements qui ont eu lieu dans Dragons d'une nuit d'hiver et met en place les bases de la Trilogie des légendes, également écrit par Weis et Hickman

## Résumé

### Livre 1

#### Vers la mer de Sang
Le livre débute à Flotsam avec Tanis Demi-elfe. Kitiara l'a laissé pour partir en Solamnie afin de mener l'attaque ratée de l'armée du dragon contre la tour des Hauts Prêtres (événement raconté dans le précédemment roman précédent), qui a vu la mort de Sturm de Lumlane. Tanis quant à lui retourne dans l'auberge où sont logés ses Compagnons, mais il est observé par le draconien Gakhan, qui n'est autre que l'assassin personnel de Kitiara. De retour vers ses amis (Lunedor, Rivebise, Tika Waylan, Caramon et Raistlin Majere), Tanis ne leur dit pas complètement la vérité concernant son absence des derniers jours. Il leur raconte qu'il a été pris pour un officier de l'armée du dragon par le haut seigneur des dragons, qu'il ne nomme pas, et qu'il a été forcé de continuer à jouer ce rôle pour sa propre sécurité.
Ensuite, les Compagnons partent pour Kalaman en passant par la mer de Sang d'Istar dans le bateau nommé le Perechon, où le mystérieux Berem (également appelé "l'homme à la gemme verte") travaille comme timonier. Kitiara mène ses forces et son dragon Skie à la poursuite du Perechon. En essayant de s'échapper, Berem conduit le bateau droit dans un tourbillon, au centre de la mer, qui s'est formé au-dessus des ruines de la ville d'Istar durant le cataclysme. Finalement, Kitiara n'est pas capable de les suivre, le Perechon est pris dans le tourbillon et les héros réalisent qu'ils sont condamnés. Raistlin utilise son Orbe draconique pour se téléporter, tout en abandonnant le reste des Compagnons. Rapidement, le Perechon bascule dans le tourbillon et le reste des Compagnons disparaît dans la mer.

#### Le maître du passé et du présent
Le sortilège de Raistlin l'amène au pied de l'escalier de la Grande Bibliothèque de Palanthas, où vit Astinus, le formidable historien. L'effort fourni pour un sort aussi puissant a laissé Raistlin au bord de la mort. Lorsqu'Astinus apprend sa présence, il ordonne à ses Esthètes (à moitié de l'ordre monastique, et responsable de la préservation et de l'inventaire des livres volumineux d'Astinus sur l'histoire de Krynn) d'amener le mage dans la bibliothèque.
Sachant qu'il va bientôt mourir, le mage demande à avoir accès aux anciens livres de sorts de la Grand Bibliothèque. Astinus lui en donne l'accès, mais Raistlin ne peut pas utiliser ces livres sans "La Clé", une formule qui a été perdue à travers les âges. Observant le mage qu'il croit bientôt perdu, Astinus lui fait ses adieux mais c'est alors qu'il commet une erreur en lui indiquant que les dieux Paladine, Gilean et Takhisis (i.e. la reine des ténèbres) sont en possessions de "la Clé de la Connaissance". Raistlin fait alors une espèce de marché noir avec l'esprit qui l'a aidé précédemment (i.e. durant le "Test" et au Silvanesti), en lui disant : "Sauve-moi, et tu seras sauvé !".

#### Le général doré
Peu de temps après, la princesse elfe, Laurana, reçoit un message provenant de Lord Gunthar Uth-Wistan, le leader des chevaliers de Solamnie. Il la nomme commandant des chevaliers se trouvant à Palanthas (un choix politique fait par Lord Gunthar pour limiter les manipulations parmi la chevalerie). Lord Amothus de Palanthas la choisit ensuite pour commander l'armée de Palanthas, bien que la ville soit remplie de gens tranquille et que l'armée a été jugé inutile.
Gilthanas et Silvara arrivent à Palanthas, ramenant avec eux les légendaires dragons du bien. Ils expliquent qu'ils ont été à Sanction, le siège de l'armée des dragons et qu'ils ont découvert la vérité à propos de l'origine des draconiens. L'armée des dragons s'était assuré que les dragons du bien ne feraient pas la guerre contre eux en prenant en otage leurs œufs. Mais Gilthanas et Silvara ont découvert que les prêtres de Takhisis et les mages des robes noires ont perverti les œufs dans le but de faire éclore la nouvelle race de draconiens. Après avoir expliqué aux dragons du bien ce qu'il arrivait à leurs œufs, ces derniers sont maintenant disposés à rejoindre le combat pour venger leurs enfants.
Plus tard, Gilthanas dit à Laurana que bien qu'il ait été à Sanction, il a surpris une conversation du haut seigneur de dragon, Kitiara, se vantant auprès de l'empereur du dragon, Ariakas, à propos du fait que Tanis demi-elf la servait comme officier et amant. Cela confirme pour Laurana ce que Kitiara lui a dit à la tour du haut prêtre dans le précédent roman.
En possession des Lancedragons, et les dragons du bien à ses côtés, Laurana coordonne une cavalerie aérienne avec les Chevaliers de Solamnie. Son armée part à l'offensive. Durant cette campagne, Laurana est reconnue comme le "Général doré" parce que sa beauté et son courage inspire ses troupes. Son armée déferle à l'extérieur de Palanthas, battant les armées du dragon dans une série de combats, et libère également une partie du nord de la Solamnie. Durant l'une de ces batailles, Tasslehoff et Flint montent un dragon de bronze - connu sous le nom de Fireflash - et capturent le second en commandement de Kitiara, Bakaris (ce dernier a insisté pour rejoindre le combat, en dépit du fait qu'il ne puisse pas utiliser son bras qui a été précédemment blessé par Laurana dans la tour du haut prêtre).

### Livre 2

#### Le piège
L'armée de Laurana libère la cité de Kalaman, et ses habitants honorent le général doré pendant leur festival d'une aube de printemps. Kitiara réagi en envoyant un message à la princesse elfe lui disant que Tanis a été mortellement blessé et qu'il veut la voir avant de mourir. Elle permettra l'échange de Tanis uniquement contre Bakaris. Flint et Tas préviennent Laurana que Kitiara lui ment et qu'évidemment c'est un piège, mais Laurana veut croire que le message est vrai, et insiste pour aller faire l'échange. Laurana, Flint et Tas amène Bakaris sur le lieu de la rencontre où ils sont trahis, puis ils sont forcés à se rendre au château de Dargaard. Alors qu'ils sont presque arrivés au château, Bakaris essaye de violer Laurana. Tasslehoff vient à sa défense, et poignarde Bakaris. Ce qui permet à Laurana de le tuer. Mais c'est à ce moment précis que le chevalier de la mort, Lord Soth, l'un des alliés les plus puissants de Kitiara, décide d'apparaître. Lord Soth maîtrise Laurana, et la porte inconsciente jusqu'au château de Dargaard. Il permet à Flint et Tas de retourner à Kalaman pour dire à la ville que le Général Doré est maintenant la prisonnière de Kitiara.

#### Réunification
En poursuivant leur voyage dans le tourbillon, Tanis et ses Compagnons, ainsi que Berem l'Everman (qui révèle qu'il faisait semblant d'être muet), se retrouvent dans l'ancienne cité d'Istar qui est située sous l'eau. Ils sont sauvés de la mort par des elfes des mers, dont la ville est maintenant habitée. Les compagnons font la rencontre d'Apoletta, une elfe des mers, ainsi que de son mari Zebulah, un mage humain de l'ordre des robes rouges. Dans un premier temps Apoletta est contre le fait d'aider les Compagnons, ou de les laisser retourner à la surface, mais lorsque Tanis lui parle de l'armée des dragons et lui démontre son ignorance concernant l'existence des dragons du bien, elle réalise à quel point la situation est désastreuses et cède.
Les compagnons sont rejetés juste devant Kalaman avec seulement de vague souvenir de la cité sous la mer. Plus tard, Kitiara revient à Kalaman et révèle que Laurana a été emportée au temple de Takhisis à Neraka. Elle demande une reddition sans condition ainsi que la livraison de Berem l'Everman dans les trois semaines sans quoi Laurana sera tuée. Tanis décide d'aller à Neraka avec Berem, pour essayer de secourir Laurana, accompagné de Caramon, Tika, Flint et Tasslehoff.

### Livre 3

#### Mission sauvetage
En partant pour Neraka, les compagnons tombent sur Fizban et Pyrite, le dragon doré (qui se « transforme » en statue pour pouvoir être transporté pendant le voyage). Pendant le voyage, Flint meurt à la suite d'un problème au cœur. Fizban s'éclipse à ce moment-là. Puis, Berem se décide à raconter son histoire aux compagnons.
Il explique qu'un jour bien après le cataclysme, il découvrit avec sa sœur, nommé Jasla, une colonne de joyaux à moitié enterrée dans le sol. C'était en fait la pierre de fondation du temple du prêtre roi, qui avait atterri ici après avoir traversé différent plan d'existence. Berem était submergé par son avidité, et il essaya d'extirper l'un des émeraudes oublié contre l'avis de sa sœur qui sentait l'aura sacrée de l'endroit. Ils luttèrent, et Jasla meurt après s'être cognée contre la colonne. La reine des ténèbres se manifesta alors, et incrusta l'émeraude dans la poitrine de Berem comme récompense pour l'avoir libérée, lui révélant que cette colonne sert de porte avec les Abysses. Cependant, l'esprit pure de Jasla encore présent dans la colonne permit d'empêcher la Majesté Noire de passer. Jasla demanda alors à Berem de s'enfuir pendant qu'un nouveau temple de Takhisis se construisit autour du site.

#### Neraka
Les compagnons atteignent Neraka et le temple de Takhisis, en dessous de l'endroit où se trouvent les vestiges de la colonne. Lorsque les gardes deviennent suspicieux, Tanis sait qu'il serait dangereux qu’il soit découvert tous ensemble, et qu'ils ont besoin de se séparer. Il prend rapidement la décision d’interpeller Kitiara qui n'est pas très loin d’eux en train de parader, sur le dos de son dragon, à l’occasion de la cérémonie d'entrée dans la ville. Puis, il la rejoint en espérant pouvoir sauver Laurana pendant que les autres pourront plus facilement s'occuper de la colonne. Tanis indique à Kitiara qu'il est venue s'offrir à elle en échange de Laurana, et qu'il est prêt à servir sous ses ordres en tant qu'officier de l'armée du dragon. Kitiara semble accepter mais à en fait d'autres intentions concernant l'elfe. Elle compte laisser Laurana se faire torturer par Takhisis, puis la donner à Lord Soth pour qu'elle devienne l'une de ses conjointes mortes-vivantes. En le forçant à être témoin de cela, Kitiara espère briser Tanis une fois pour toutes afin de pouvoir en faire ce qu’elle veut.
Pendant ce temps, Gakhan découvre la véritable identité de ceux qui viennent juste d'arriver avec Tanis. Il trouve les héros sous le Temple. Lorsqu'il essaie d'attraper l'Everman, ce dernier bien que sans arme le tue, et une alarme retentit. Berem entend sa sœur Jasla l'appeler et lui demander de trouver la colonne de joyaux. Caramon suit l'Everman pendant que Tika et Tas s'enfuient dans une autre direction pour détourner la poursuite sur eux.
Pendant ce temps, plus haut, le grand conseil des hauts seigneurs du dragon a commencé. Tanis marche vers l'imposante salle à la tête des troupes de Kitiara. L'empereur Ariakas préside la séance du conseil car il possède la couronne de pouvoir, et comme l'explique Kitiara "celui qui détient la couronne décide." Les forces d'Ariakas et de Kitiara en sont presque à détruire le protocole jusqu'à ce que Takhisis arrive et impose l'ordre.
Vient ensuite Lord Soth qui tient un corps qui été enveloppé de la tête au pied dans un linceul, et il le place au pied de Kitiara. Elle ouvre l'emballage pour révéler une Laurana en train de suffoquer.
L'elfe captive se met debout en titubant, puis Kitiara lui montre Tanis. Pour lui masquer ses intentions contre Takhisis, Tanis traite Laurana froidement, ce qui a pour effet de la démoraliser. Kitiara présente ensuite Laurana comme cadeau à Takhisis, et lui offre également Tanis pour servir dans l'armée du dragon. Takhisis est ravie par les présents de Kitiara. Elle est d'accord pour torturer Laurana, puis de donner son âme à Lord Soth. Elle accepte également Tanis comme officier, mais elle tient à ce qu'il pose ses armes aux pieds de l'empereur Ariakas pour symboliser son allégeance. Tanis marche lentement vers le plus élevé des hauts seigneurs du dragon qui est un guerrier et un magicien expérimenté. Mais plutôt que de poser son épée aux pieds d'Ariakas, Tanis inverse son mouvement et tue le haut seigneur. Un mage des robes noires se tient à côté de Takhisis, c’est lui qui supprime le bouclier de protection d'Ariakas, permettant à l'attaque de Tanis de le tuer.

#### Chaos et Fuite
Tanis prend la couronne de pouvoir et essaye de l'échanger contre Laurana. Laurana profite de cette distraction pour se libérer et attaquer Kitiara. Elle la désarme et la met à terre. Tanis essaye d'arrêter Laurana dans sa fuite, mais Laurana ne croit plus en lui depuis qu’elle l’a vu avec Kitiara. Elle lui dit qu'elle doit suivre son propre chemin - qu'on ne la marchande pas, et qu’on ne la gagne pas, comme un objet. Dans l'indifférence totale, Tanis fait tomber la couronne, et toutes les unités de l'armée du dragon se battent pour la récupérer. Espérant ainsi avoir les faveurs de Takhisis. Dans la confusion, l'indépendante Laurana se fraie un chemin en dehors de la salle. Tanis la poursuit. La déesse Takhisis disparaît soudain, préoccupé par autre chose plus important que le combat pour la couronne.
Plus profondément dans le temple, Caramon et Berem atteignent la salle de la colonne de joyaux, mais ils sont bloqués par l'apparition soudaine de Raistlin. Le frère de Caramon porte une robe noire. C’est en fait le magicien qui a désarmé plus tôt la défense d'Ariakas pour aider Tanis. Il explique qu'il s'est allié lui-même à Takhisis pour avoir plus de puissance (et probablement pour obtenir la clé de la Connaissance). Après y avoir réfléchi à deux fois, il décide de la trahir, et permet à Berem d'aller à la colonne de joyaux. L'Everman se jette sur la colonne et se tue. Son esprit est réuni avec celui de sa sœur, ce qui permet de fermer la porte à la reine du mal avec le monde réel. Ce qui a pour conséquence pour Raistlin de mettre hors de cause 2 grands rivaux, Ariakas et Takhisis. Il est maintenant la seule force du mal la plus puissante de Krynn. La reine du mal est bannie une fois de plus, et son temple commence à s'écrouler.
Pensant qu'il a encore une petite dette envers son frère (ainsi qu'à Tika et Tasslehoff), Raistlin les aide dans leur fuite de Neraka. Raistlin appelle ensuite Cyan Bloodbane, et juste avant qu’il s’en aille, Caramon (qui sait que son jumeau suit maintenant la voie du mal) lui demande pour l'accompagner. Raistlin refuse et lui dit qu'ils sont maintenant comme les dieux le voulaient, 2 personnes uniques et séparées.
Tanis rattrape finalement Laurana mais avant qu'il ne puisse dire quoi que ce soit Kitiara arrive aussi. Elle offre à Tanis une dernière chance de le rejoindre comme chef de l'armée du dragon, et le prévient que Lord Soth arrive pour récupérer Laurana. Tanis refuse, et indique à Kitiara que non seulement il mourrait pour Laurana, mais aussi qu'il utiliserait son dernier souffle pour demander à Paladine de protéger l'âme de l'elfe de Lord Soth. Et que malgré ses transgressions, il sait que Paladine lui est redevable, et qu'il serait d'accord. Laurana réalise alors que Tanis n'est pas devenu mauvais, et qu'il l'aime. Kitiara étonnamment indique aux couples la sortie que les autres compagnons ont utilisée. Tanis et Laurana s'enfuit juste avant que Lord Soth n'entre dans la salle. Le Chevalier de la mort présente la couronne de pouvoir à Kitiara. Kitiara révèle à Lord Soth que sa vengeance est parfaite à l'encontre de Tanis et Laurana. En jouant la pitié, elle pense qu’elle a réussi à s’immiscer pour toujours dans les pensées de Tanis, et ainsi empoisonner leur relation à long terme.

#### Fin et épilogue
En sortant de la ville, Tanis et Laurana rencontre Fizban, Caramon, Tika et Tasslehoff. Fizban révèle qu'il est bien le dieu Paladine. Tanis le reconnaît également maintenant comme étant le vieil homme qui se trouvait à l'Auberge, et qui les a en premier incités à rentrer dans l'action en appelant les gardes dans un "Dragons d'un crépuscule d’automne". Fizban dit aux héros que les bons dragons et les mauvais dragons resteront sur l'Ansalon pour ainsi restaurer l'équilibre entre le bien et le mal.
Fizban explique à Caramon que l'esprit qui a aidé Raistlin par moments (et avec qui Raistlin a fait un marché dans la Grand Bibliothèque) est un ancien mage du mal, Fistandantilus. Mais il lui fait remarquer que Raistlin n'est pas posséder et qu'il fait ses propres choix et ses propres actions.
Les compagnons se séparent. Tasslehoff voyage jusqu'à Kenderhome, Caramon et Tika rentrent à Solace, et Tanis et Laurana s'en vont à Kalaman.
Dans l'épilogue, Raistlin se rend à la tour de haute sorcellerie, qui se trouve dans un coin abandonné de la ville de Palanthas, enchantée et inoccupée depuis la fin du Cataclysme. Il se proclame comme étant le maître du passé et du présent dont la venue était annoncée. Il est reconnu par les habitants spectraux de la tour, et s'installe dans sa nouvelle maison.

## Thèmes
Ce dernier livre (dans la trilogie) s'occupe de la majorité des personnages en affirmant entièrement leur propre identité qui a évolué depuis le premier livre. Raistlin est finalement un homme solide et indépendant qui n'a pas besoin de s'appuyer sur l'aide de son frère. Tasslehoff apprends à avoir peur pour les autres à travers la douleur et devient différent des autres kender. Tanis réalise que son amour pour Laurana est l'équilibre de sa nature double. Laurana change complétement son point de vue sur le monde, et sur ce que l'amour veut dire. Caramon semble être le seul compagnon dont les émotions sont bloquées, réticent à laisser partir son frère ainsi qu'à accepter les compétences pour le mal de celui-ci.

## Liens avec les autres livres
La trilogie des Légendes de LanceDragon est la suite de la trilogie des Chroniques. Elle détaille les projets de Raistlin pour obtenir encore plus de puissance. Fizban raconte lui-même une partie de l'intrigue de cette histoire lorsqu'il parle à Tasslehoff à propos de Flint. La trilogie des Légendes raconte dans le moindre détail la relation entre Raistlin et Fistandantilus, et révèle également le destin de Kitiara.